# Taner Kılıç

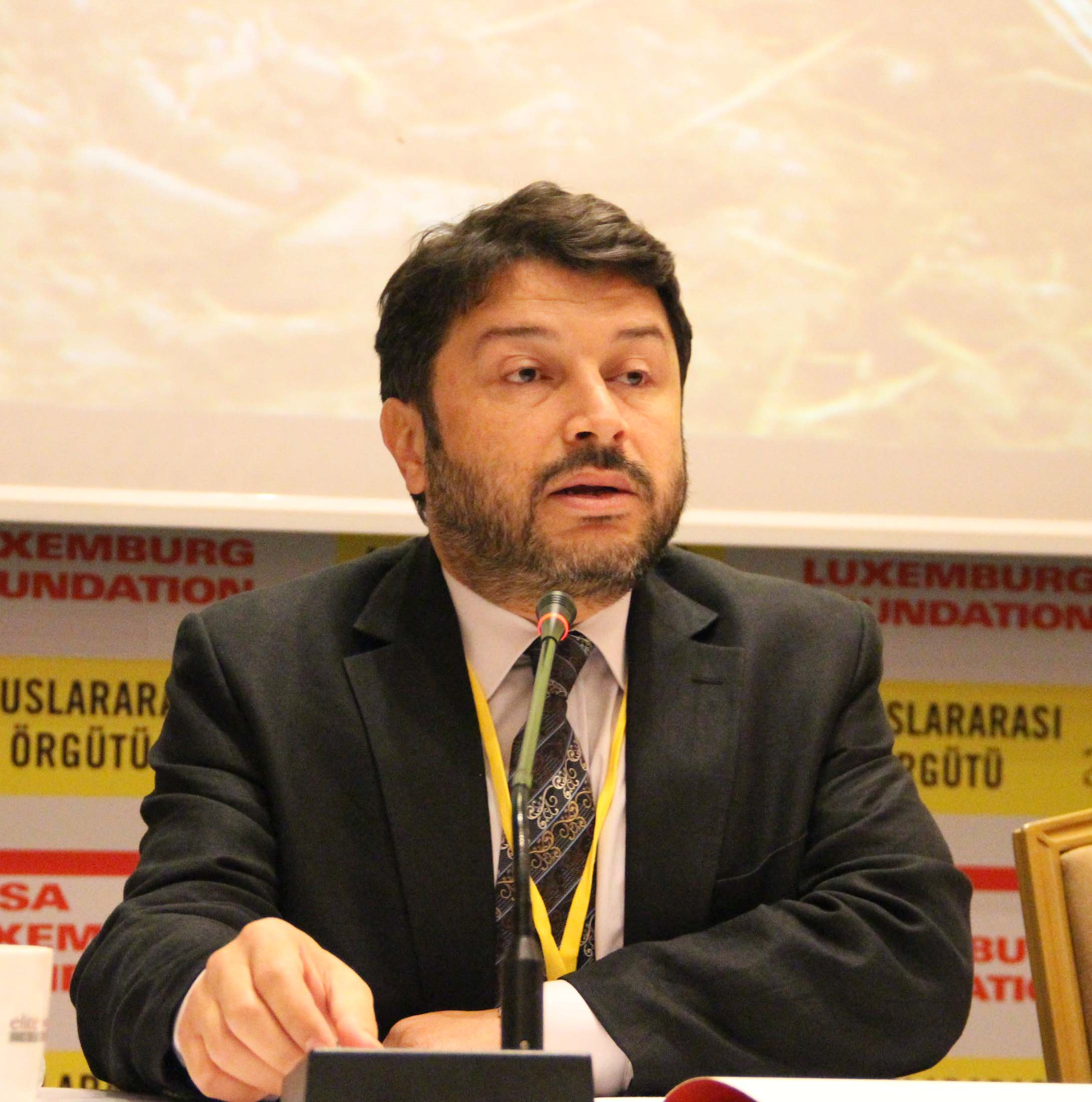
Taner Kılıç

Taner Kılıç (* 1969) ist ein türkischer Rechtsanwalt und der vormalige Leiter und Ehrenpräsident der Sektion Türkei von Amnesty International. Am 3. Juli 2020 wurde er in Istanbul wegen seiner Menschenrechtsarbeit zu 6 Jahren und 3 Monaten Haft verurteilt.

## Leben und Wirken
Kılıç schloss 1991 ein Jurastudium an der Dokuz Eylül Üniversitesi ab. Seit 1993 arbeitet er als Rechtsanwalt in Izmir. Kılıç ist Mitbegründer und seit 2002 Vorstandsmitglied der türkischen Sektion von Amnesty International und seit 2014 deren Vorstandsvorsitzender.
Zudem war er von 2008 bis 2014 Vorsitzender der 2007 gegründeten Nichtregierungsorganisation Mültecilerle Dayanışma Derneği (Vereinigung für Solidarität mit Flüchtlingen) in Izmir.
Am 6. Juni 2017 wurde Kılıç in Izmir festgenommen. Am 5. Juli 2017 wurden İdil Eser, Peter Steudtner und acht weitere Menschenrechtler auf Büyükada festgenommen. Der Prozess gegen die weiteren zehn festgenommenen Menschenrechtsaktivisten wurde von den türkischen Behörden mit dem Prozess gegen Kılıç zusammengelegt.
Die türkischen Behörden werfen Kılıç Verbindungen zur Gülen-Bewegung vor, die in der Türkei als angebliche Terrororganisation FETÖ für den Putschversuch in der Türkei 2016 verantwortlich gemacht wird. Kılıç soll Medienberichten zufolge die Messenger-App ByLock verwendet haben, die angeblich auch innerhalb der Gülen-Bewegung genutzt wurde.
Der Prozess gegen ihn begann am 26. Oktober 2017 in Izmir. Am 22. November 2017 fand der zweite Prozesstag statt. Kılıç beantragte an beiden Prozesstagen vergeblich eine Freilassung gegen Kaution. Am 31. Januar 2018 ordnete das Gericht seine Freilassung unter Auflagen an. Die Staatsanwaltschaft focht diese Entscheidung an. Unmittelbar nach seiner Entlassung aus der Haft wurde er auf Grundlage eines neuen Haftbefehls eines anderen Gerichts erneut festgenommen.
Am 15. August 2018 ordnete ein türkisches Gericht seine Freilassung an; einige Stunden später kam er frei. Am 3. Juli 2020 wurde er zu 6 Jahren und 3 Monaten Haft wegen der angeblichen „Mitgliedschaft in einer Terrororganisation“ verurteilt. Drei weitere Mitglieder von Amnesty International – die Vorsitzende İdil Eser sowie Özlem Dalkiran und Günal Kursun – wurden wegen der „wissentlichen und bereitwilligen Unterstützung einer terroristischen Vereinigung“ zu zwei Jahren Haft verurteilt, während die übrigen sieben Angeklagten, unter ihnen der Deutsche Peter Steudtner und der Schwede Ali Gharavi, freigesprochen wurden. Der Amnesty-Vorsitzende in Deutschland, Markus N. Beeko, bezeichnete nach dem Urteil das Verfahren als „absurde Justizfarce“. Sämtliche Vorwürfe der Staatsanwaltschaft seien von der Verteidigung entkräftet worden, doch hätten die Richter auf Grund der „Instrumentalisierung der Justiz durch die türkischen Behörden“ kein unabhängiges Urteil gefällt.
Das Verfahren wurde 2022 neu aufgerollt, am 6. Juni 2023 erfolgte der Freispruch.